# Shota Aoki
Shota Aoki (født 11. august 1990) er en japansk fodboldspiller, som spiller for den japanske fodboldklub Azul Claro Numazu.